# Отношения Восточного Тимора и САДР
Восточнотиморско-западносахарские отношения — двусторонние дипломатические отношения между Восточным Тимором и Сахарской Арабской Демократической республикой.

## История
Восточный Тимор видит параллели в своей собственной истории с усилиями по достижению независимости Западной Сахары и поэтому установил дипломатические отношения. После ухода португальской колониальной власти Восточный Тимор был оккупирован Индонезией в 1975 году и после 24 лет партизанской войны и трех лет правления ООН снова получил независимость в 2002 году. Западная Сахара была оккупирована Марокко и Мавританией в конце 1975 года после ухода колониальной власти Испании. Когда Мавритания закончила оккупацию, Марокко также аннексировало южную часть области. Фронт ПОЛИСАРИО контролирует около 20% территории. Король Марокко Мохаммед VI в своей речи оспорил схожесть судеб Западной Сахары и Восточного Тимора, заявив, что Марокко и Западная Сахара исторически тесно связаны.
Жозе Рамуш-Орта, который позднее стал президентом Восточного Тимора и получил Нобелевскую премию мира, по приглашению ПОЛИСАРИО посетил лагеря беженцев в Западной Сахаре. После референдума о независимости, проведенного в Восточном Тиморе в 1999 году, Saharaui выступила в городах Западной Сахары под лозунгом «Sahara gharbiya, Timor sharqiya» (Западная Сахара, Восточный Тимор).

## Дипломатические миссии
В 2009 году Мохамед Камаль Фадель стал первым послом Сахарской Арабской Демократической Республики в Восточном Тиморе. В 2010 году посольство САДР открылось в Дили, столице Восточного Тимора. 7 июня 2010 г. новый посол САДР Мохамед Салама Бади представил свою аккредитацию президенту Жозе Рамуш-Орта.
Восточный Тимор пока не имеет посольства в Сахарской Демократической Арабской Республике. Правительство Восточного Тимора призывает к решению конфликта между Сахарой и Марокко и к самоопределению Сахары.